# Parafia św. Józefa Oblubieńca Najświętszej Maryi Panny w Muszynie
Parafia pw. św. Józefa Oblubieńca Najświętszej Maryi Panny w Muszynie – parafia rzymskokatolicka znajdująca się w diecezji tarnowskiej, w dekanacie Krynica-Zdrój. 
Jest najstarszą parafią w mieście. Erygowana w 1330 roku. Obejmuje część miasta z ulicami: Grunwaldzka, Jasna, Kity, Kościelna, Krótka, Lipowa, Nowa, Ogrodowa (numery 1–180), Polna, Rolanda, Rynek, Słoneczna, Piłsudskiego, Zazamcze, Al. Zdrojowa, Zielona oraz miejscowości: Dubne, Leluchów.

Kościoły parafii
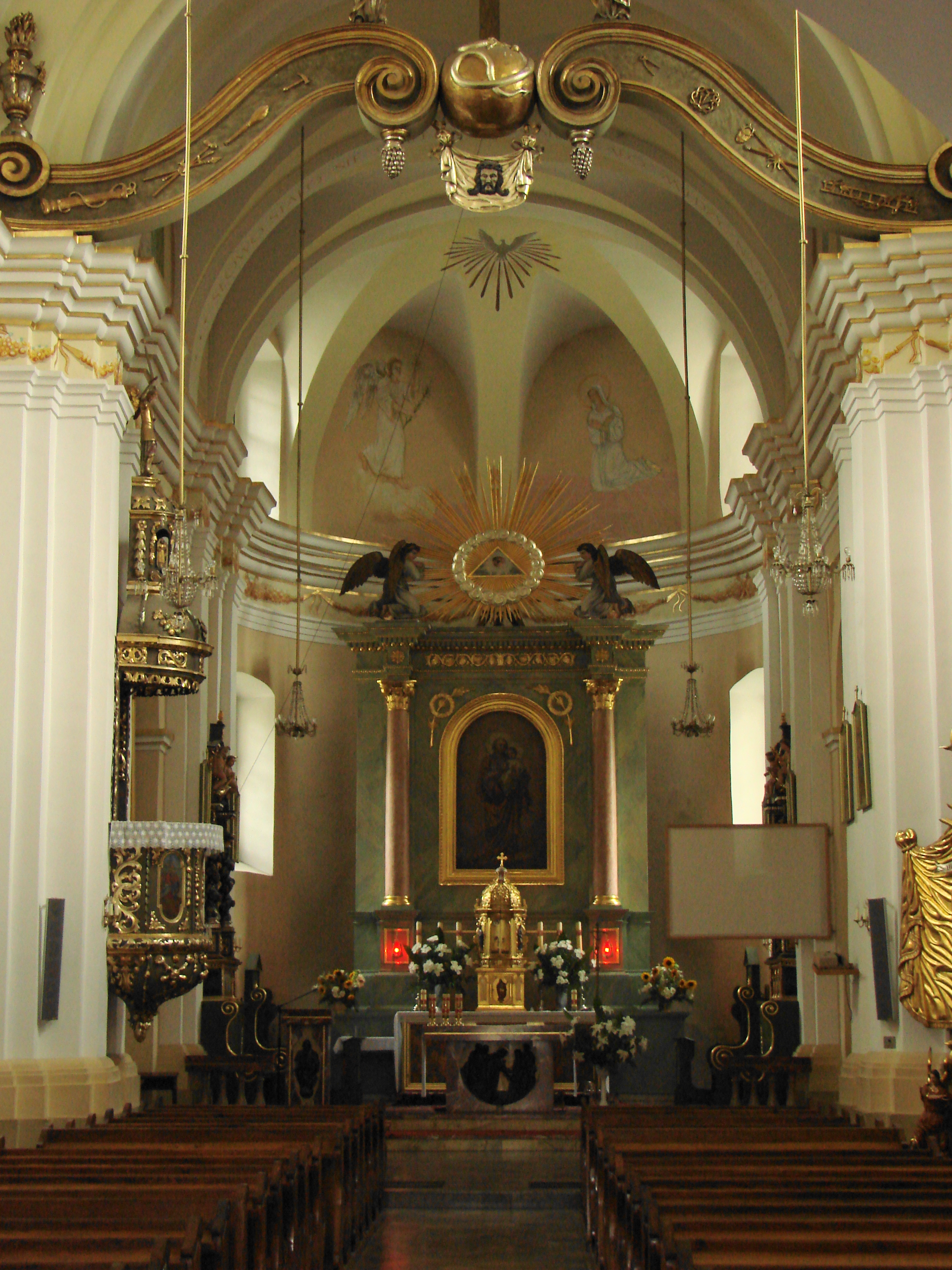
Wnętrze kościoła św. Józefa w Muszynie
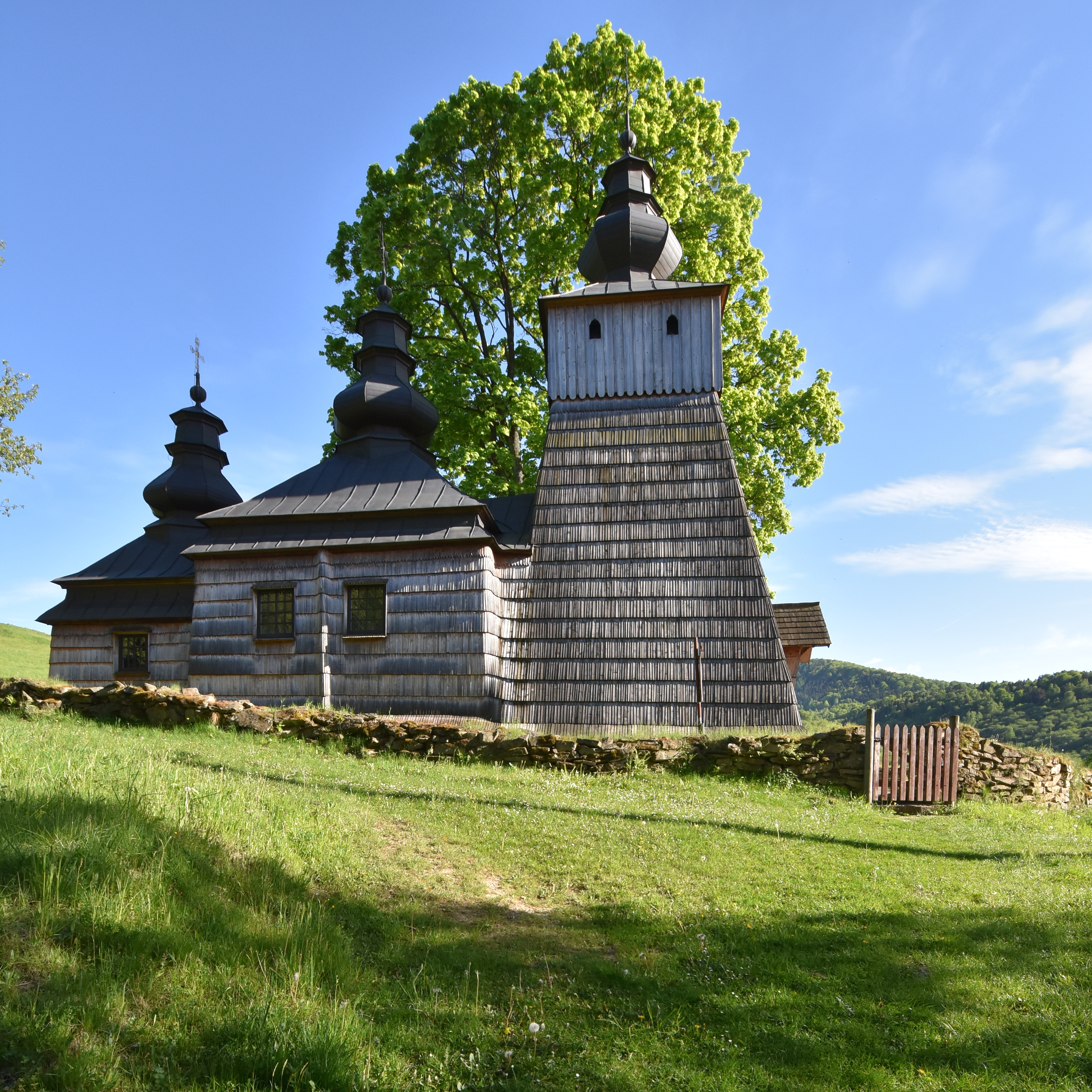
Zabytkowa dawna cerkiew greckokatolicka w Dubnem
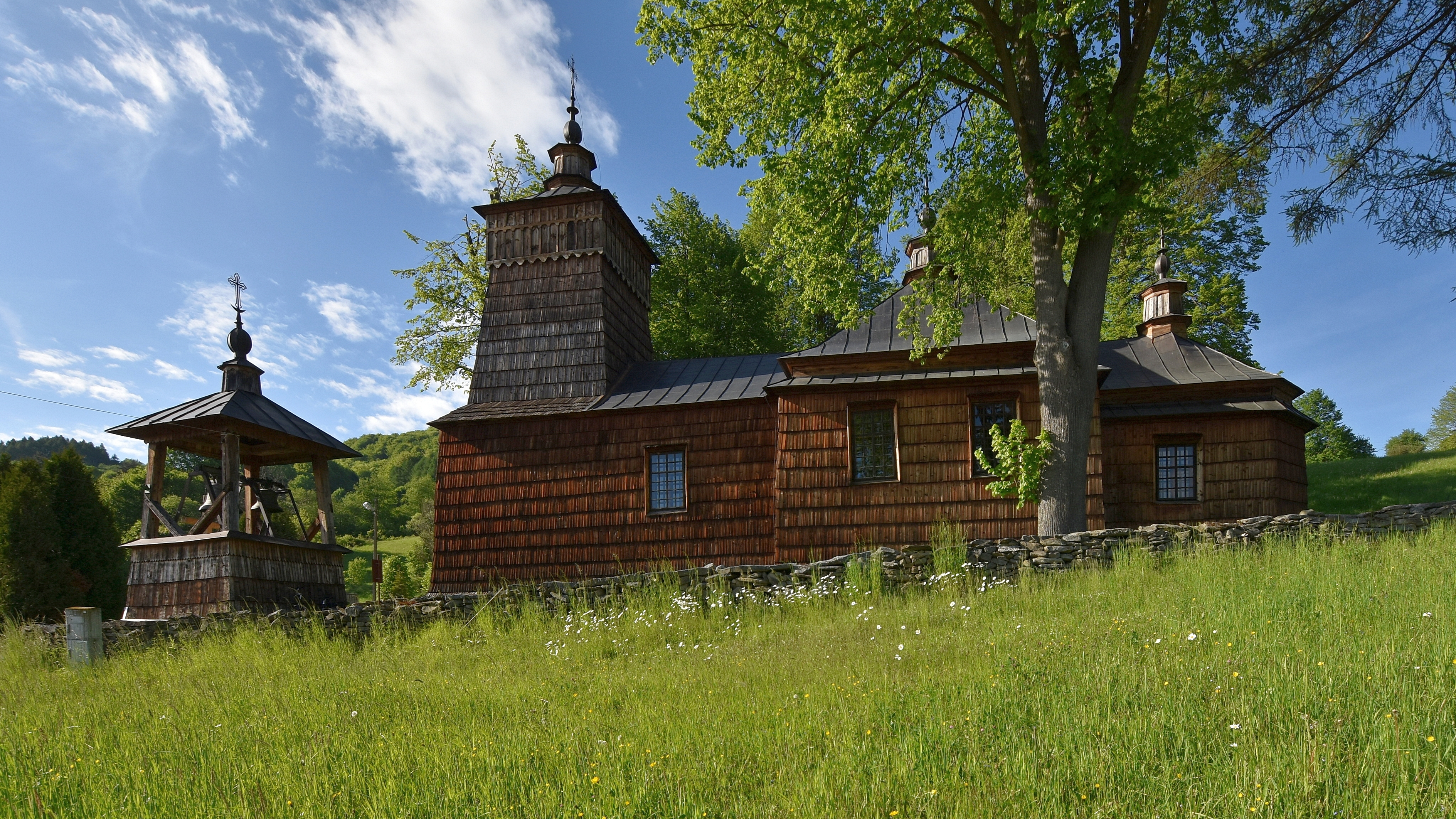
Zabytkowa dawna cerkiew greckokatolicka w Leluchowie